# Пам'ятники Долинської
Список пам'ятників міста Долинська на Кіровоградщині:

## Пам'ятники
| Назва                                                                | Розташування              | Дата встановлення | Фото | Короткі відомості |
| Льотчикам-землякам, пам'ятник-літак                                  | Поблизу міського стадіону |                   |      | Літак МіГ-15 на постаменті — пам'ятник льотчикам-уродженцям Долинської: К. Вишневецькому, М. Зінов'єву, М. Нечаю та І. Безуглому. |
| Пам'ятник-паровоз                                                    | Біля залізничної станції  |                   |      | Пам'ятник паровозу «Еу-681-59» 1928 року випуску, розташований на колії 1524 мм.                                                  |
| Тарасу Шевченку, погруддя                                            |                           |                   |      | |
| Антону Макаренку, пам'ятник                                          |                           |                   |      | |
| Учасникам ліквідації Чорнобильської трагедії, пам'ятний знак         |                           |                   |      | |
| Воїнам-водіям Долинської автороти, пам'ятний знак                    |                           |                   |      | |
| Бійцям 8-го Олександрійського механізованого корпусу, пам'ятний знак |                           |                   |      | |
| Першим механізаторам Долинської МТС, пам'ятник-трактор               |                           |                   |      | Пам'ятник-трактор «ВТЗ» |

### Меморіальні дошки
- Архипу Тесленку
- Платону Вороньку
- Антону Макаренку

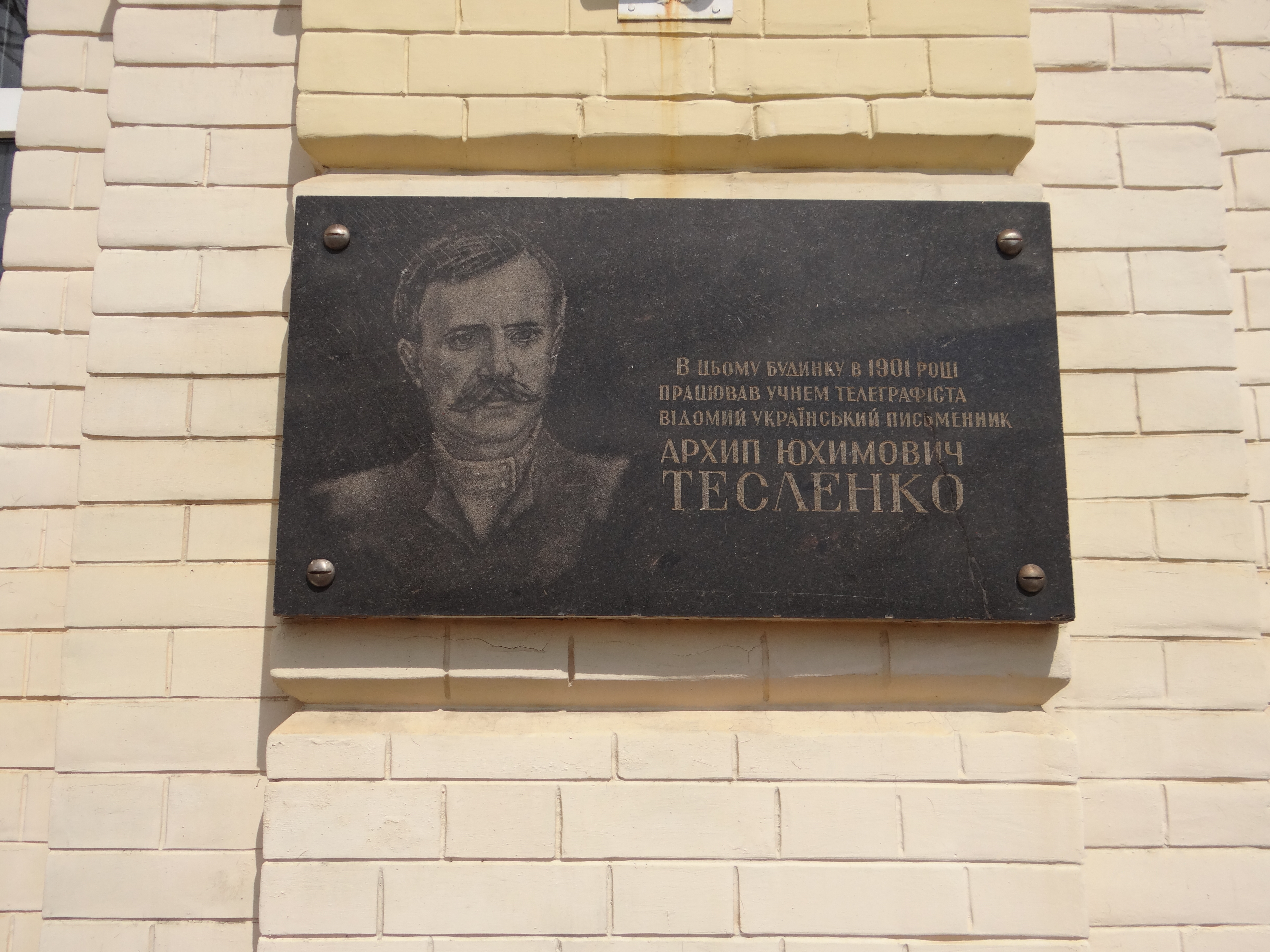
Меморіальна дошка Архипу Тесленку на будівлі залізничної станції

- К. Вишневецькому, Герою Радянського Союзу
- М. Сичову, повному кавалеру орденів Слави
- На честь революційних подій 1905 року на станції Долинська